# Sun Mingming
Sun Mingming (孫明明T, 孙明明S, Sūn MíngmíngP; Harbin, 23 agosto 1983) è un ex cestista cinese.
Con 238  cm, è il giocatore professionista di pallacanestro più alto della storia dopo Aleksandr Sizonenko e Suleiman Ali Nashnush, alcuni centimetri più di Gheorghe Mureșan. Di scarpe porta il 53.

## Carriera
Cresciuto nella provincia di Heilonjiang, iniziò a giocare a pallacanestro a quindici anni. Nel 2005 si trasferì negli Stati Uniti d'America per tentare di entrare nella National Basketball Association. Malgrado potesse essere selezionato al NBA Draft di quell'anno, riuscì solamente ad effettuare un provino con i Los Angeles Lakers, che non lo tesserarono.
Successivamente si scoprì che la sua altezza era dovuta ad un tumore all'ipofisi che faceva produrre un'eccessiva quantità dell'ormone della crescita. L'acromegalia di cui era affetto l'avrebbe condotto ad una morte precoce se non fosse stato operato. Gli alti costi (circa 100.000 dollari) costrinsero il suo manager a compiere una raccolta di fondi.
Il 30 marzo 2006 i Dodge City Legend, squadra della United States Basketball League, lo tesserarono. Il 31 gennaio 2007 passò ai Maryland Nighthawks, nell'American Basketball Association. L'11 marzo dello stesso anno, Ming Ming fece parte del quintetto iniziale più alto della storia della pallacanestro: con lui scesero in campo Gheorghe Mureșan, Ayo Adigun, Deng D'Awol e Barry Mitchell. Due giorni dopo passa ai Rapid Rapids Flight, nell'International Basketball League.
Per la stagione 2007-08 passa in Messico, nei Fuerza Regia.
Sun Ming Ming è stato protagonista di un documentario su Discovery Health Channel, del talk show statunitense Jimmy Kimmel Live! e ha una piccola parte nel film Rush Hour 3 con Jackie Chan e Chris Tucker.